# Demonax angusticollis
Demonax angusticollis là một loài bọ cánh cứng trong họ Cerambycidae.